# 大竹康師
大竹 康師（おおたけ やすし）は、日本の脚本家、ゲームシナリオライター。

## 映画、オリジナルビデオ作品
- 難波金融伝・ミナミの帝王 劇場版partIV 破産―乗っ取り（脚本）
- おんな必殺! 女肌衣堕（にきいた）（脚本）
- 野々村病院の人々（脚本）
- 女囚拷問責め（脚本）
- 続 女囚拷問責め（脚本）
- 生保の女 それぞれの事情（脚本）

## 小説
- Gideon-ギデオン-
- AMON-アモン-
- 美少女と一緒にゲームを作ったら死ぬほど楽しいに違いない

## アニメ作品
- ミッドナイトホラースクール（脚本）
- かっぱまき（脚本）
- 超ぽじてぃぶ! ファイターズ（脚本）
- アラド戦記 〜スラップアップパーティー〜（脚本）
- エリアの騎士（脚本）
- LINE TOWN（脚本）

## ゲーム作品
- 忍道 戒
- ヴァルキリープロファイル2 シルメリア
- インフィニットループ 古城が見せた夢
- ヴァルキリープロファイル 咎を背負う者
- 夢想灯籠
- つくものがたり
- エルシャダイ
- シャイニング・アーク
- マリオ&ソニック AT バンクーバーオリンピック
- ソニック フリーライダーズ
- ソニックカラーズ
- マリオ&ソニック AT ロンドンオリンピック
- マリオ&ソニック AT リオオリンピック